# Géopélie diamant
Geopelia cuneata
Pour les articles homonymes, voir Diamant (homonymie).
 (août 2018).
Espèce
Statut de conservation UICN

 LC  : Préoccupation mineure
La Géopélie diamant (Geopelia cuneata), parfois dite colombe diamant, est une espèce d'oiseaux de la famille des colombidés originaire d'Australie. C'est la colombe la plus petite du monde.

## Description
C'est une sorte de petit pigeon de 19 à 21 cm de long pesant de 40 à 50 g.
Différents coloris ont été obtenus par combinaison des mutations apparues pour la plupart en Afrique du Sud qui exportait beaucoup vers la Belgique et les Pays-Bas (brune répertoriée en 1964, jaune ou agaat en 1975, rouge importée en 1977). Voici les couleurs les plus courantes auxquelles il convient d'ajouter le croupion blanc (gène dominant à une seule dose[pas clair]) et la queue blanche (gène du croupion blanc à double dose) :
- Oiseau de base ou phénotype sauvage, type sauvage à croupion blanc, appelée aussi grise à croupion blanc. Type sauvage à queue blanche (grise queue blanche)
- Opale (ex.[pas clair] argenté), opale à croupion blanc, opale à queue blanche
- Brune, brune à croupion blanc, brune à queue blanche
- Combinaison brune-opale = ex. brillante, existe aussi en croupion blanc et queue blanche
- Rouge, rouge croupion blanc, rouge queue blanche
- Combinaison rouge-opale
- Jaune, jaune croupion blanc, jaune queue blanche
- Combinaison jaune-opale appelée aussi isabelle
- Combinaison jaune-rouge (couleur ocre)
- Blanche : trois combinaisons donnent ce résultat, reconnaissables tout de même à la différence de coloration des grandes rémiges. Ce sont les combinaisons opale-brune-queue blanche, opale-rouge-queue blanche et opale-jaune-queue blanche.
- Satinet, autrefois appelée « crème-ino » aux Pays-Bas[à vérifier] : gène lié au sexe
- Panaché

Les deux sexes sont semblables sauf le tour de l'œil qui est moins voyant chez la femelle que chez le mâle et le plumage qui est un peu plus brun suivant la mutation ou la combinaison de mutations réalisée.

## Mode de vie

### Animal sauvage
Cet oiseau vit dans le Centre, le Nord et l'Ouest de l'Australie, dans des régions semi-arides mais toujours près d'un point d'eau. Quand les conditions de vie deviennent trop difficiles dans ces régions, les colombes diamant migrent vers le Sud.
La colombe diamant se nourrit sur le sol de graines, accessoirement d'herbes. Elle mange des fourmis.
Elle se reproduit après une pluie et de préférence au printemps. Elle niche alors sur le sol où elle couve deux œufs pendant 14 jours.

### Animal d'élevage
Cette colombe miniature est appréciée comme animal de compagnie ou de concours avicoles dans le monde entier. Les variétés d'élevage sont d'ailleurs souvent considérées comme domestiques par la législation. C'est le cas en France.
Les colombes diamants, facilement apeurées, doivent être maintenues en volière suffisamment grande pour voler, un seul couple à la fois. Elles supportent de rester à l'extérieur jusqu'à -10°.
Caractéristiques[réf. souhaitée] :
- comportement social : interspécifique pacifique mais un seul couple par volière
- logement : volière intérieure ou extérieure (les deux sont pareilles) ; cage plus large que haute
- température : il lui faut un abri résistant au gel et isolé
- alimentation : mélange de graines pour oiseaux exotiques, verdure, millet d'Italie, graines germées…
- activités : elles aiment prendre un bain de soleil et chercher leur nourriture sur le sol de la volière
- incubation : 12 à 13 jours
- nichoir : 12 cm de côté sur 5 cm de hauteur
- nombre d'œuf(s) : 2
- mutations : plumage type sauvage, cinnamon (isabelle), agate, argenté, fauve, brillant, jaune, panaché (pie), croupion blanc

## Galerie

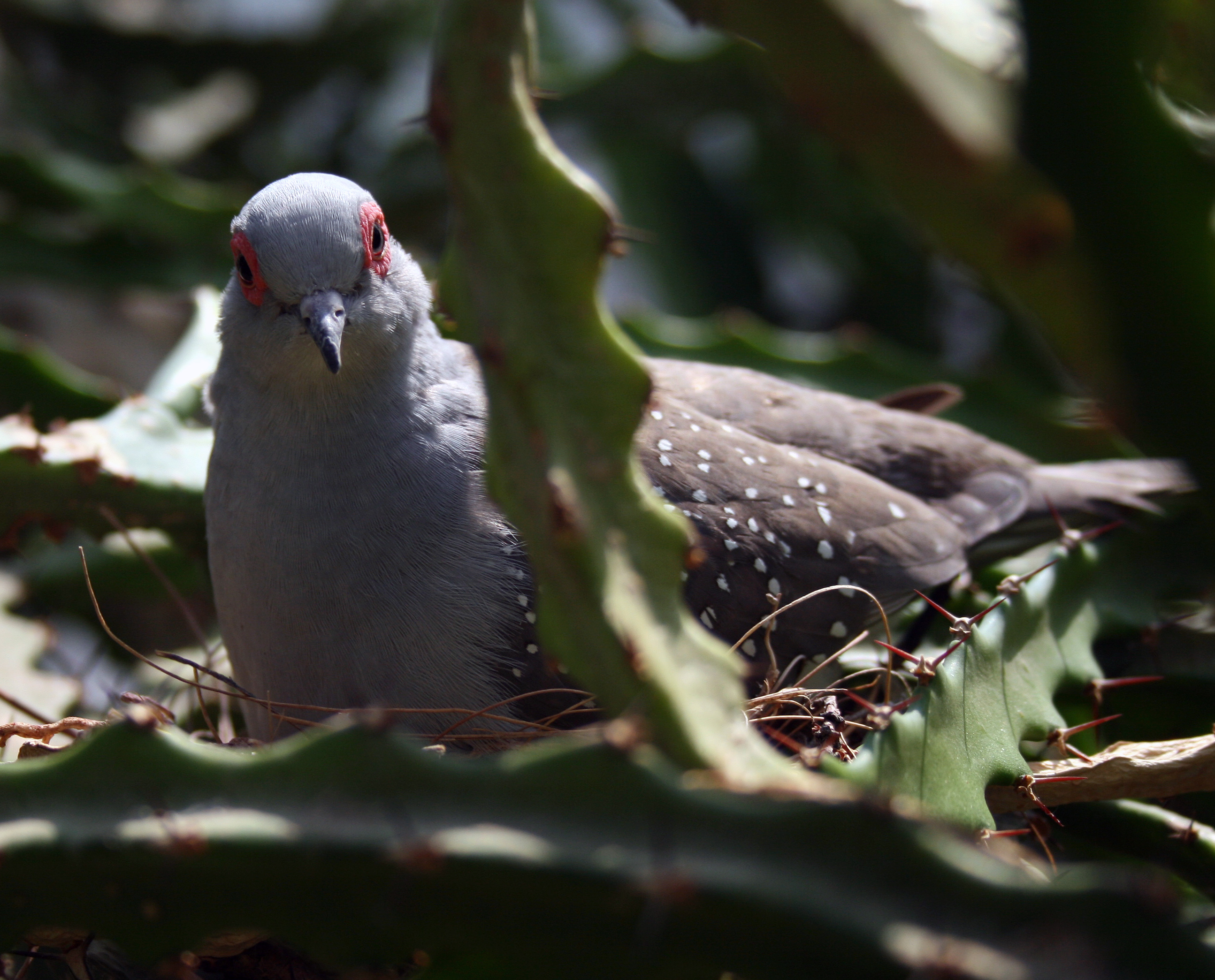
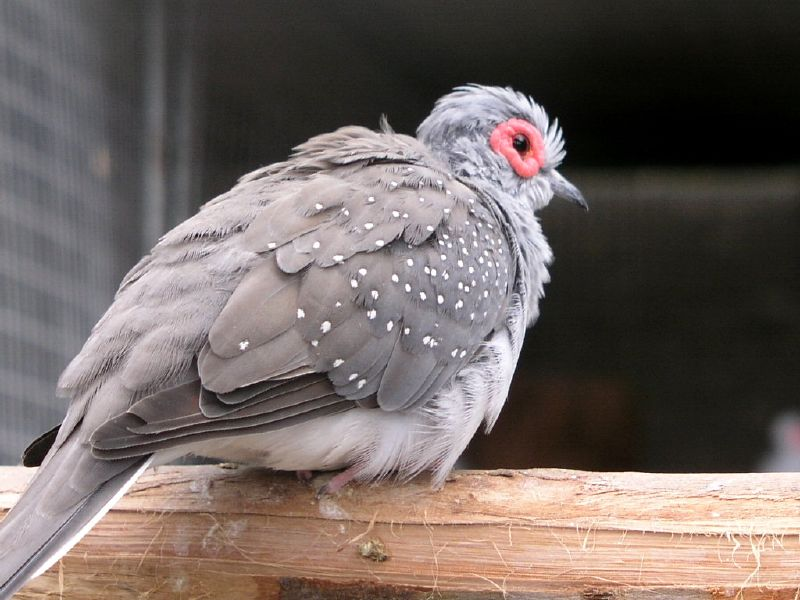
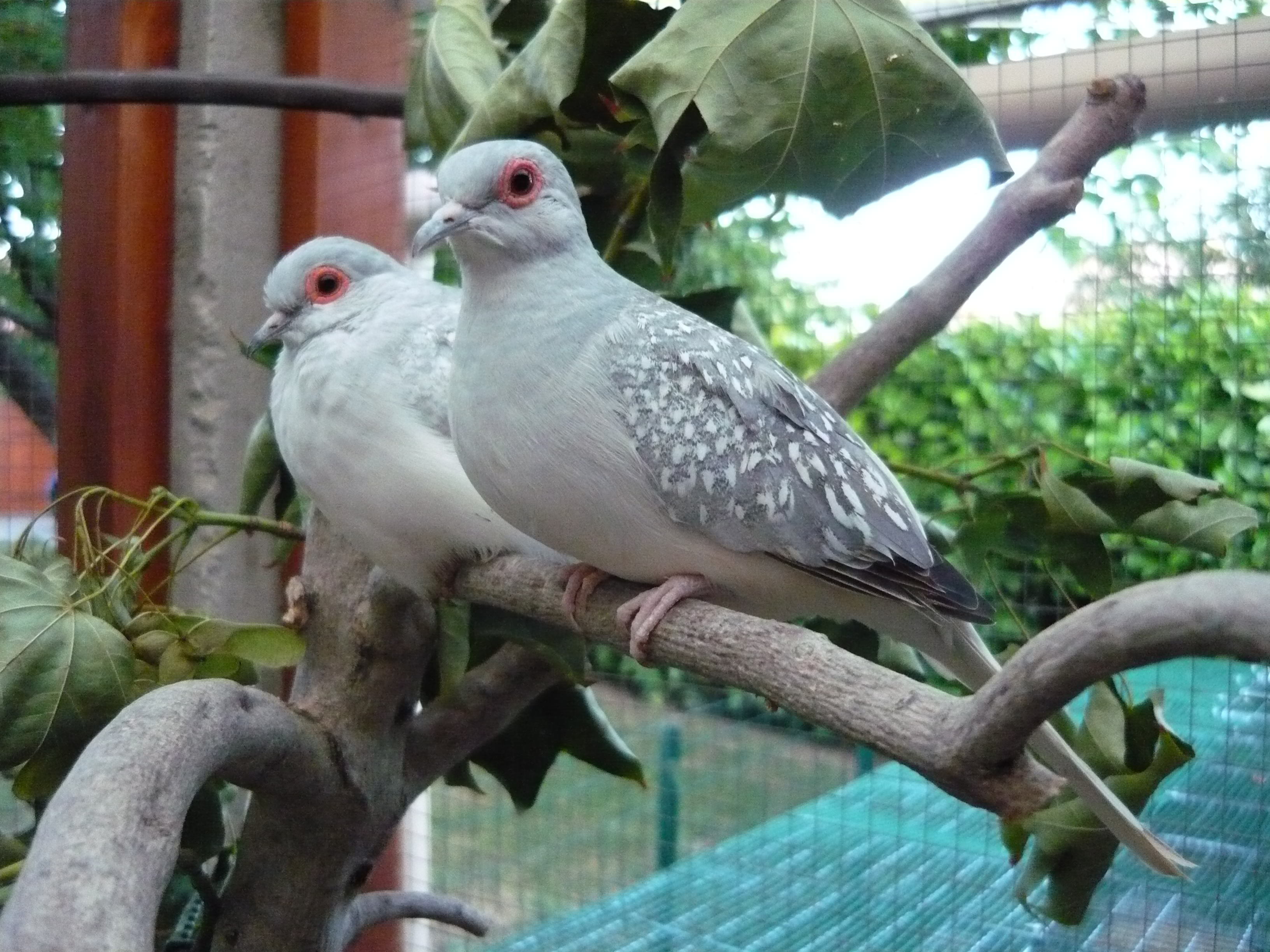